# Пламена Гетова
Пламена Аврамова Гетова е българска актриса.

## Биография
Родена е на 1 юни 1953 г. в град Михайловград.
Завършва ВИТИЗ „Кръстьо Сарафов“ със специалност актьорско майсторство за драматичен театър в класа на професор Гриша Островски през 1976 г.
Играе в Драматичен театър „Гео Милев“ Стара Загора (1976 – 1979), Драматичен театър „Адриана Будевска“ Бургас (1979 – 1983), театър „Българска армия“ от 1983 г. В периода 1980 и 2003 г. има повече от 100 роли в театъра и над 30 роли в киното.
На Стената на славата пред Театър 199 има пано с нейните отпечатъци.
Член на САБ.
Омъжена е за Кирякос Аргиропулос. Имат две дъщери.

## Награди
- Награда на САБ за „Години на странстване“ от Алексей Арбузов
- Награда на Бургас за „Албена“ от Йордан Йовков
- Награда на Стара Загора за творчески постижения.
- Награда на Съюза на българските филмови дейци (СБФД) за женска роля за ролята на Вера Младенова във филма „Дом за нежни души“ (1981).
- Награда за женска роля за ролята на Вера Младенова във филма „Дом за нежни души“ на Международния кинофестивал „Младите и киното“ (Кошалин, Полша 1982).
- Награда за женска роля за ролята на Перса във филма „Бяла магия“ на Фестивала на българския филм (ФБФ) (Варна, 1982).
- Награда за женска роля за ролята на Вера Младенова във филма „Дом за нежни души“ на ФБФ (Варна, 1982).
- Награда „Янтар“ за женска роля за ролята на Вера Младенова във филма „Дом за нежни души“.
- Почетен знак на II-ия фестивал на средиземноморското кино, Агридженто, Сицилия за филма „Дом за нежни души“.
- Награда за женска роля за ролята на (Лили) във филма „Сезонът на канарчетата“ на ФБФ (Варна, 1994).

## Телевизионен театър
- „Представяне на комедията „Г-н Мортагон“ от Иван Вазов и Константин Величков в пловдивския театър „Люксембург“ в 1883 г.“ (1988) (Пелин Пелинов), 2 части – Ирина Иванова
- „Ревизия“ (1988) (Борис Рабкин)
- „След сезона“ (1985) (Димитър Начев)
- „Дом за утре“ (1984) (Младен Денев)
- „Моите непознати“ (1978) (Михаил Величков)

## Филмография
| Година | Филми и Сериали                                          | Серии  | Копродукции                            | Роля                                                    |
| ------ | -------------------------------------------------------- | ------ | -------------------------------------- | ------------------------------------------------------- |
| 2023   | Войната на буквите                                       | еп. 10 |                                        | Баба                                                    |
| 2021   | Като за последно                                         |        |                                        | Нинова                                                  |
| 2016   | Откраднат живот (тв сериал)                              | 76     | България                               | проф. Славена Гочева, майката на Мазов                  |
| 2016   | Летовници                                                |        |                                        | Стефка                                                  |
| 2016   | На червено                                               |        | България/Хърватска                     | Валентина                                               |
| 2012   | Отплата                                                  | 12     |                                        |                                                         |
| 2010   | Стъпки в пясъка                                          |        |                                        | майката на Слави                                        |
| 2008   | Людмил и Руслана (тв сериал)                             | 6      |                                        |                                                         |
| 2008   | Бягство към свободата (Fuga per la libertà – L'aviatore) |        | Италия                                 |                                                         |
| 2005   | Мъж за милиони (тв)                                      |        |                                        | Елена                                                   |
| 2005   | Принцът и просякът (тв)                                  |        |                                        |                                                         |
| 2004   | Стъклени очи (Occhi di cristallo)                        |        | Италия/Испания/Великобритания/България | госпожа Каскарино                                       |
| 2003   | Пътуване към Австралия                                   |        |                                        | втората жена                                            |
| 2003   | Отвъд чертата (тв)                                       |        |                                        |                                                         |
| 2003   | Между рая и ада                                          |        |                                        | майката-игуменка                                        |
| 2003   | Една калория нежност                                     | 2 ч.   |                                        | Лиляна                                                  |
| 2000   | Английски дует alla turca                                |        |                                        |                                                         |
| 2000   | Версенжеторикс (Vercingétorix)                           |        | Франция/ Канада/Белгия                 | Моза                                                    |
| 1998   | Застраховката (L'assicurazione)                          |        | България/Италия                        | Вивиана                                                 |
| 1996   | Всичко от нула                                           |        |                                        | жената                                                  |
| 1995   | Когато гръм удари (тв)                                   |        |                                        | Бистра                                                  |
| 1994   | Йосиф и Мария                                            |        |                                        | д-р Люба Панайотова, бивша съученичка на Йосиф          |
| 1993   | Сезонът на канарчетата                                   |        |                                        | Лили през 80-те (Лиляна Кръстева Цветкова)              |
| 1991   | Брътвежите на родилката (Les caquets de l'accouchée)     |        | Франция                                |                                                         |
| 1991   | Мадам Бовари от Сливен                                   |        |                                        | колежката                                               |
| 1989   | Под дъгата                                               |        |                                        | Ружа, съпругата на Иван Пеев                            |
| 1988   | Черните рамки                                            | 3      |                                        | Юлия Касабова                                           |
| 1988   | Черните рамки (тв сериал)                                | 5      |                                        | Юлия Касабова, социолог и философ, любовница на Борисов |
| 1988   | Жирафчето (тв)                                           |        |                                        | майката Киви                                            |
| 1987   | Нощем по покривите                                       | 2      |                                        | актрисата Пламена                                       |
| 1987   | Ева на третия етаж                                       |        |                                        | Маринова                                                |
| 1987   | Приземяване                                              |        |                                        | Христина Данева                                         |
| 1987   | Само ти, сърце...                                        |        |                                        | Петрова                                                 |
| 1986   | Двойната примка (тв сериал)                              | 3      |                                        | Катя Дангалакова, сътрудничка на д-р Манолов            |
| 1985   | Смъртта може да почака                                   |        |                                        | Вивиана                                                 |
| 1984   | Нощем с белите коне (тв сериал)                          | 6      |                                        | Наталия Логофетова, жена на академик Урумов             |
| 1984   | Не знам, не чух, не видях (тв)                           |        |                                        | Василева                                                |
| 1983   | Равновесие                                               |        |                                        | Елена                                                   |
| 1983   | За госпожицата и нейната мъжка компания                  |        |                                        | Беба Чарлстон                                           |
| 1982   | Бяла магия                                               |        |                                        | Перса                                                   |
| 1981   | Дом за нежни души                                        |        |                                        | актрисата Вера Младенова (Верчето)                      |
| 1980   | Прозорецът                                               |        |                                        | актрисата Марта                                         |
| 1980   | Пътешествие                                              |        |                                        | учителката Итка                                         |
| 1978   | Моите непознати                                          | 2      |                                        | Надя, студентка по химия                                |
| 1977   | Авантаж                                                  |        |                                        | крадлата Жела                                           |

## Участия в театрални постановки
- 2009 – Госпожица Емили Брент в „Десет малки негърчета“ от Агата Кристи, реж. Красимир Спасов
- 2007 – Елена в „Събота, неделя, понеделник“ от Едуардо Де Филипо, реж. Андрей Аврамов
- 2003 – „Метеор“, Фридрих Дюренмат, реж. Николай Ламбрев
- 2002 – „Finale Grande“ авторски спектакъл на Камен Донев
- 2001 – „Евридика“, Жан Ануй, реж. Николай Ламбрев
- 2001 – „Старомодни бижута“, Рада Москова, реж. Дочо Боджаков
- 2001 – „Колко е важно да бъдеш сериозен“ от Оскар Уайлд, реж. Красимир Спасов
- 2000 – „Влюбен за последно“, Нийл Саймън, реж. Кирякос Аргиропулос
- 2000 – „Ликьор за две откачалки“ – Питър Шафър, реж. Андрей Аврамов
- 1999 – „Семейство Тот“, Ищван Йоркейн, реж. Венцислав Асенов
- 1998 – „Одисей пътува за Итака“, Константин Илиев, реж. Леон Даниел
- 1998 – „„Хенрих IV“ – Луиджи Пирандело, реж. Крикор Азарян
- 1996 – „Вишнева градина“ – А. П. Чехов, реж. Крикор Азарян
- 1995 – „Три високи жени“ – Едуард Олби, реж. Христо Христов
- 1994 – „Последният янки“ – Артър Милър, реж. Леон Даниел
- 1993 – „Двубой“ – Иван Вазов, реж. Николай Ламбрев
- 1991 – „Реквием за една монахиня“ – Уилям Фокнър, реж. Николай Ламбрев
- 1990 – „Столовете“ – Йожен Йонеско, реж. Николай Георгиев
- 1987 – „Вуйчо Ваньо“ – А.П.Чехов, реж. Красимир Спасов
- 1987 – „Прозорецът“ – Константин Илиев, реж. Пламен Марков
- 1987 – „Господин Пунтила и неговия слуга Мати“ – Б.Брехт, реж. Леон Даниел
- 1986 – „Години на странстване“ – Алексей Арбузов, реж. Леон Даниел
- 1986 – „Еленово царство“ – Георги Райчев, реж. Пламен Марков
- 1986 – „Пътят към Мека“ – Атол Фюгарт, реж. Младен Киселов
- 1984 – „Дивата патица“ – Хенрих Ибсен, реж. Димитрина Гюрова
- 1984 – „Ромео и Жулиета“ – Уилям Шекспир, реж. Иван Добчев
- 1983 – „Вампир“ – Антон Страшимиров, реж. Вили Цанков
- 1982 – „Пеперудите са свободни“ – Ленърд Гърш, реж. Кирякос Аргиропулос
- 1980 – „Албена“ – Йордан Йовков, реж. Иван Добчев

ТВ театър
- „Моите непознати“ (Михаил Величков) (1978), 2 части